# Santiago Valentí Camp
Santiago Valentí Camp (Barcelona, 18 de diciembre de 1875-Barcelona, 4 de marzo de 1934) fue un periodista, escritor, editor, sociólogo y político español.

## Biografía
Nacido el 18 de diciembre de 1875 en Barcelona, era hijo de Ignacio Valentí Vivó (1841-1924), catedrático de medicina legal y toxicología de la Universidad de Barcelona.
Militó en el Partido Republicano Progresista de Nicolás Salmerón, siendo elegido diputado provincial y concejal del Ayuntamiento de Barcelona. Como periodista colaboró en La Publicidad, El Progreso, El Liberal y Las Noticias, siendo redactor de El Diluvio. 
En la esfera editorial, fue fundador y director de la Biblioteca de Novelistas del siglo XX, de la Biblioteca Sociológica Internacional y de la Biblioteca de Cultura Moderna y Contemporánea. También fue iniciativa suya la Biblioteca de Escritores Contemporáneos y dirigió la Biblioteca Moderna de Ciencias Sociales.
Se afilió al Partido Socialista y fue elegido presidente del Ateneo Socialista de Barcelona.

## Obras
- Bosquejos sociológicos (1899)
- Premoniciones y advertencias (1907)
- Atisbos y disquisiciones (1908)
- La antropología criminal y las disciplinas afines (1908)
- La democracia social alemana y su organización (1910)
- Vicisitudes y anhelos del pueblo español (1911)
- Las sectas y las sociedades secretas a través de la historia (1913)[5][6]
- Ideólogos, teorizantes y videntes (1922)
- Las reivindicaciones femeninas (1925)
- La mujer ante el amor y frente a la vida (1932)